# Rumpelstichen

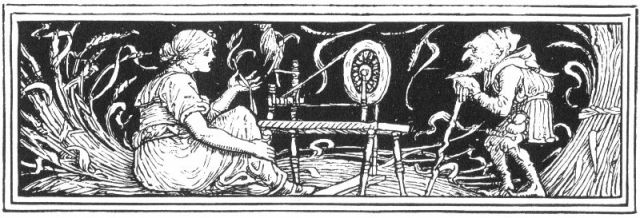
Rumpelstiltskin Ilustração de Walter Crane para uma tradução dos Contos de Grimm (1886)

Rumpelstichen, Rumpelstilzchen, Rumpelstiltskin, Rumple ou  Rumplestilskin é o antagonista de um conto de fadas de origem alemã, O Anão Saltador. O conto foi coletado pelos Irmãos Grimm e publicado pela primeira vez em 1812 na coletânea Contos de Grimm, sendo revisado em edições posteriores.

## História
Para impressionar o Rei, com o objetivo de fazer o príncipe casar com a sua filha, um moleiro bastante pobre mente e diz que ela é capaz de fiar palha e transformá-la em ouro. O Rei chama a moça, fecha-a numa torre com palha e uma roda de fiar, e exige-lhe que ela transforme a palha em ouro até de manhã, durante três noites, ou será executada. Algumas versões dizem que, se ela falhasse, seria empalada e depois cortada em pedaços como um porco, enquanto outras não são tão gráficas e dizem que a moça ficaria fechada na torre para sempre. Ela já tinha perdido toda a esperança, quando aparece um duende no quarto e transforma toda a palha em ouro em troca do seu colar; na noite seguinte, pede-lhe o seu anel. Na terceira noite, quando ela não tinha nada para lhe dar, o duende cumpre a sua função em troca do primeiro filho que a moça desse à luz.O rei fica tão impressionado que decide casar ele mesmo com ela. 
Quando nasce o primeiro filho do casal, o duende regressa para receber oque lhe era de direito, a agora rainha ficou assustada e ofereceu-lhe toda a sua riqueza, se este a deixasse ficar com a criança. O duende recusa o ouro todo que poderia receber, mas por fim aceita fazer uma troca: a rainha poderia ficar com a criança se ela conseguisse adivinhar o nome dele no prazo de três dias. No primeiro dia, ela falhou, mas antes da segunda noite, o seu mensageiro ouve o duende a saltar à volta de uma fogueira, cantando. Existem muitas variações da canção, mas a mais conhecida é:
"Hoje faço o pão
amanhã a cerveja
a melhor é minha.
Depois de amanhã ganho o filho da rainha.
Que bom que ninguém sabe direitinho
que meu nome é Rumpelstichenzinho!"
Quando o Rumpelstiltskin foi de encontro à rainha no terceiro e último dia do prazo, ela revela o nome dele, e o duende perde sua aposta.
Na edição de 1812 dos Contos dos Irmãos Grimm, depois disto, Rumpelstichen foge zangado e nunca mais regressa. O final foi revisto numa edição de 1857 para uma versão mais macabra onde o duende, cego de raiva, bate os pés com tanta força que se parte em dois. Na versão oral, coletada originalmente pelos Irmãos Grimm, ele voa da janela numa panela.
No Sistema de classificação de Aarne-Thompson, Rumpelstichen é o número 500.

## Variantes
A mesma história aparece em várias outras culturas:
- Tom Tit Tot, na Inglaterra (a partir de English Fairy Tales, de Joseph Jacobs);
- Whuppity Stoorie, na Escócia (em Popular Rhymes of Scotland, de Robert Chambers);
- Gilitrutt, na Islândia;
- Joaidane, em árabe (جعيدان - "aquele que fala demais");
- Khlamushka (Хламушка), na Rússia;
- Martinko (Klingáč), na Eslováquia;
- Ruidoquedito, na América do Sul;
- Pancimanci, na Hungria (em A Csodafurulya, de Kolozsvari Grandpierre Emil);
- Cvilidreta, na Croácia;
- Ootz-li-li Gootz ,em Israel (עוּץ - לי גוּץ - לי  - um resumo e rima da frase original e do significado da história: "Ele me aconselhou e me transformou em uma brincadeira");
- Daiku to Oniroku, no Japão (大工 と 鬼 六 - "Daiku" significa "carpinteiro", "to" significa "e", e "Oniroku" é o nome de um ogro).

Outro conto de fadas dos Irmãos Grimm, Die Drei Spinnerinnen, gira em torno de uma menina presa por alegações falsas sobre suas habilidades de fiar. No entanto, as três mulheres que ajudam essa menina não exigem o seu primogênito, mas que ela as convidasse para o seu casamento e que dissesse aos outros convidados que são suas parentes. Em uma variante italiana, ela deve descobrir seus nomes, como com Rumpelstiltskin, mas não pelo mesmo motivo. Em vez disso, ela deve usar seus nomes para convidá-las.

## Origem do nome
O nome Rumpelstilzchen é de origem alemã. Rumpelstilt ou Rumpelstilz era o nome de um tipo de duende, também chamado de pophart ou poppart, que faz barulhos de chocalho em tábuas. O significado é semelhante ao de "rumpelgeist" ("chocalho fantasma") ou poltergeist, um espírito travesso que faz barulho e move objetos domésticos. Outros conceitos relacionados são mummarts ou bichos-papões, que são travessos espíritos domésticos que se disfarçam.
A primeira menção conhecida de Rumpelstiltskin ocorre em 1577, com Geschichtklitterung, ou Gargantua, de Johann Fischart (uma adaptação livre de Gargantua e Pantagruel, de François Rabelais).

## Televisão e cinema
- Essa história serviu como base para um episódio do desenho Cavalo de Fogo, na qual Dorin e Brutus caem num buraco e são ajudados por um troll, que como pagamento exige a posse do cavalo Brutus. Sarah e o Cavalo de Fogo intervêm, e o troll os desafia a encontrar a casa dele e adivinhar o nome dele, caso contrário, o Cavalo de Fogo se juntaria a sua coleção. O seu enigma é: "Me procure em terras onde meu nome não está e meu nome em terras onde eu não estou". Sarah e o Cavalo de Fogo percorrem terras, encontrando outras vítimas do troll, e perguntando o nome dele, até Sarah deduzir que sua localização se situe no centro de Darshan. Findado o tempo, ele exige que eles resolvam o enigma. Sarah, olhando o mapa queimado pelo feiticeiro que uma vez derrotara o troll, descobre que seu nome é a junção das primeiras sílabas das regiões do mapa: Tembrenan Cragcystan. Furioso, o troll se transforma em um redemoinho de fogo, queima a corrente de Brutus e se vai. Como resultado da derrota, as outras vítimas recuperam tudo o que haviam perdido, e fazem questão de ir agradecer à princesa Sarah.
- Rumpelstiltskin também foi adaptado para TV em 1982, como um dos episódios da série Teatro dos Contos de Fadas, produzida e estrelada por Shelley Duvall.
- Em um episódio da série de TV Star Trek Deep Space Nine, intitulado If Wishes Were Horses, Miles O'Brien lê para sua filha a história de Rumpelstiltskin na hora de dormir e depois deixa seu quarto. Pouco depois, ela sai em busca de seu pai, para avisá-lo que Rumpelstiltskin está no quarto com ela. Miles O'Brien afirma que é apenas sua imaginação e vai para o quarto com ela apenas para descobrir que Rumpelstiltskin de fato está no quarto dela. No final do episódio, é revelado que Rumpelstiltskin (junto com várias outras manifestações) eram de fato alienígenas que estavam estudando a imaginação.
- Em um episódio da série de TV Coragem, o Cão Covarde, Muriel é forçada por um pequeno escocês a ficar em uma torre e tecer lã de ovelha em kilts. Coragem tenta aprender o nome do homem depois de saber que o homem não vai deixar ninguém que saiba o seu nome trabalhar para ele, nome esse que seria Rumpoldkiltskin. Muriel depois sugere a ele mudar legalmente seu nome, sugerindo "Rumpelstiltskin", nome que ele acha ser uma boa idéia.
- Rumpelstiltskin é um dos personagens principais na série de TV Once Upon a Time, da ABC, onde ele é dono de uma loja, o Sr. Gold, situada na cidade de Storybrooke, Maine, onde personagens de conto de fadas estão presos sem nenhuma memória de seu verdadeiro eu. Ele é interpretado por Robert Carlyle. Flashbacks para o reino de conto de fadas de onde os personagens vieram revelam que Rumpelstiltskin desempenha um papel nas histórias de quase todos os principais personagens do conto de fadas. Exemplos de suas ações incluem o seu papel de fada madrinha de Cinderela e também o de dar à Rainha Má, da Branca de Neve, a maldição que envia todos para o mundo real, entre outros. O primeiro episódio da série revela que ele é considerado um dos seres mais perigosos do reino. Alguns episódios depois mostram que ele já foi um covarde que saiu correndo de batalha, mas ganhou seus poderes capturando o punhal de uma entidade chamada Senhor das Trevas, matando-o depois com esse mesmo punhal e se tornando o novo Senhor das Trevas. No décimo segundo episódio é revelado que Sr. Gold sabe que ele já foi Rumpelstilskin, e que ele estava apaixonado por Bela, de A Bela e a Fera, de forma que aqui ele ganha o papel duplo de ser a "Fera". Além disso, Rumpelstilskin tem uma rivalidade com a própria Rainha Má, que procura ter mais poder do que ele.
- Na 6ª temporada da série Winx Club, Rumpelstilskin é libertado do livro Legendarium pela bruxa Selina, a mando das Trix, para atazanar as Winx. Ao ouvir Musa cantar, ele fica admirado com a beleza da voz dela e decide lhe roubar a voz. As Winx entram no mundo Legendarium e travam uma batalha com ele, e Bloom decide fazer um acordo com ele e lhe entrega a chave do Legendarium em troca da voz de Musa. Alguns episódios depois, o mago Acheron também é libertado do Legendarium por Selina. Ele queria destruir toda a dimensão mágica e reinar soberano como o senhor das trevas. Mas Bloom o atrai de volta para o mundo Legendarium e, após uma batalha, o prende em uma caixa mágica e oferece a Rumpelstilskin "o criador do Legendarium" em troca da chave, para lacrar o livro. Rumpelstilskin aceita imediatamente a troca e, após uma dura batalha contra as Trix, Bloom vence e retorna para lacrar o livro Legendarium para sempre.

No cinema, Rumpelstiltskin teve três aparições:
- Em Deu a Louca na Cinderela (2007), onde mostra um Pedaço da Verdadeira História, e um pouco de criatividade própria, como o fato de Rumpelstiltskin conseguir o bebê e o mesmo até se adaptar a ele e o fato dele ser o braço direito da Madrasta, que é a vilã principal.
- Também em Shrek Terceiro (2007), onde tem uma pequena aparição. Ele está no Bar Maçã Envenenada, junto a outros vilões, quando o Príncipe Encantado se refere a ele chamando-o de "frango de espetinho". Ele então  afirma o seu nome: "Rumpelstiltskin".
- A mais famosa aparição de Rumpelstiltskin é no longa Shrek para Sempre (2010), onde o mesmo é o vilão principal da história que mostra Shrek, agora casado e pai de três filhos, vivendo a monotonia da rotina de casado. No dia do aniversário de seus 3 filhos, cansado de não ser mais o ogro temido por todos, Shrek assina um contrato mágico com Rumpelstiltskin, que promete um dia de ogro temido em troca de um dia da vida de Shrek, quando este "era um bebezinho sem preocupações". Assim, Shrek entrega o dia de seu nascimento ao duende, que devido a isso consegue que o Rei Harold lhe entregue o Reino de Tão Tão Distante. Shrek então passa a ter 24 horas em uma realidade paralela para desfazer o contrato com Rumpelstiltskin, que se tornou o imperador e vive no castelo do reino, cercado de bruxas caçadoras de ogros. Segundo o Burro, para desfazer o contrato, "antes era só adivinhar o nome dele, mas ele fez tantos contratos que agora todo mundo sabe que o nome dele é Rumpelstiltskin". Então o Burro mostra a Shrek que as letras miúdas do contrato aparecem ao fazer neste uma dobradura de origami, e o contrato é então anulado se Shrek conseguir o "beijo do amor verdadeiro". Os dois amigos partem em busca de Fiona, para que Shrek consiga anular o contrato, tendo que enfrentar também outro personagem das histórias de Grimm, o flautista de Hamelin, que neste longa é um caçador de recompensas com uma flauta multiúso capaz de enfeitiçar as mais diversas criaturas mágicas. Ao final, Shrek consegue que Fiona o beije, o contrato é anulado, a realidade paralela desaparece junto com Rumpelstiltskin, e Shrek percebe o quanto era feliz na vida que ele tinha. Todos os amigos se reúnem em uma festa no pântano de Shrek e assim a série de filmes do ogro verde acaba, com todos vivendo "felizes para sempre".
- Foi o tema do filme de terror "Rumpelstiltskin", de 1995, com Max Grodénchik no papel principal e dirigido por Mark Jones.

## Na Música
- O terceiro movimento de Märchenbilder, de Robert Schumann, é inspirado na história
- Stiltskin é uma banda de rock Inglês, notável pelo fato de que um dos membros de sua banda, Ray Wilson, ter sido temporariamente o vocalista da mundialmente famosa banda de rock progressivo Genesis.
- A banda Megaherz lançou uma música chamada "I.M. Rumpelstilzchen" [3] em seu álbum Herzwerk II (2002), onde cita o conto de fadas original alemão.
- A música de Eminem em parceria com Rihanna, "The Monster" (2013), também cita o personagem de conto de fadas. [4]

## Na Literatura
- No livro de ficção escrito por Vivian Vande Velde, The Rumpelstiltskin Problem, são apresentadas versões alternativas do conto em uma tentativa humorística para lidar com buracos do enredo percebidos na história.[5]
- Rumpelstiltskin também tem aparecido em The Witch's Boy, de Michael Gruber, onde o personagem é um bebê estranhamente feio que é encontrado por uma bruxa abandonado em uma árvore. Ela o chama de Lump. Em criança, ela o isola, para protegê-lo. Porém quando Lump sai para o mundo torna-se consumido pelo desejo por dinheiro e vingança contra aqueles que o feriram. Através de um ritual, a bruxa o ajuda a encontrar seu nome (na verdade o nome de sua alma), Rumpelstiltskin. Ele não o poderia contar a ninguém, pois isso lhes daria poder sobre ele.[6]
- No livro de fantasia Poder, escrito por Sarah Pinborough, que mostra uma outra versão da história clássica da Bela Adormecida, Rumpelstiltskin é um dos personagens principais da história. Ele é um dos heróis que tenta livrar o reino de uma maldição.
- Em Reinos Esquecidos, do escritor brasileiro Ítalo Oliveira, uma obra que busca fazer uma releitura sombria dos contos de fadas, Rumpelstiltskin é um dos personagens secundários da trama, aliado à Raven, a Rainha Má, em sua busca pela morte da Branca de Neve.

## Pronúncia
Seu nome mais usado é Rumpelstiltskin e se pronuncia /ram.pous.'tiuts.kim/.(Português)